# NGC 3971
NGC 3971 = NGC 3984 ist eine linsenförmige Galaxie vom Hubble-Typ S0 im Sternbild Großer Bär am Nordsternhimmel. Sie ist schätzungsweise 301 Millionen Lichtjahre von der Milchstraße entfernt.
Das Objekt wurde am 3. Februar 1788 von dem deutsch-britischen Astronomen Wilhelm Herschel entdeckt.